# ビューリーズ
ビューリーズ（Bewley's）は、アイルランドのダブリンに本社を置く飲料メーカー。本店は、ダブリン2区グラフトン街に位置する。

## 概要
1840年に設立され、主な事業内容は、紅茶、コーヒーの製造とカフェの運営である。アイルランド、イギリス、アメリカ合衆国で事業を展開しており、ボストンではレベッカズ・カフェの名称で、カリフォルニア州ではジャワ・シティの名称で事業を展開している。

## 歴史

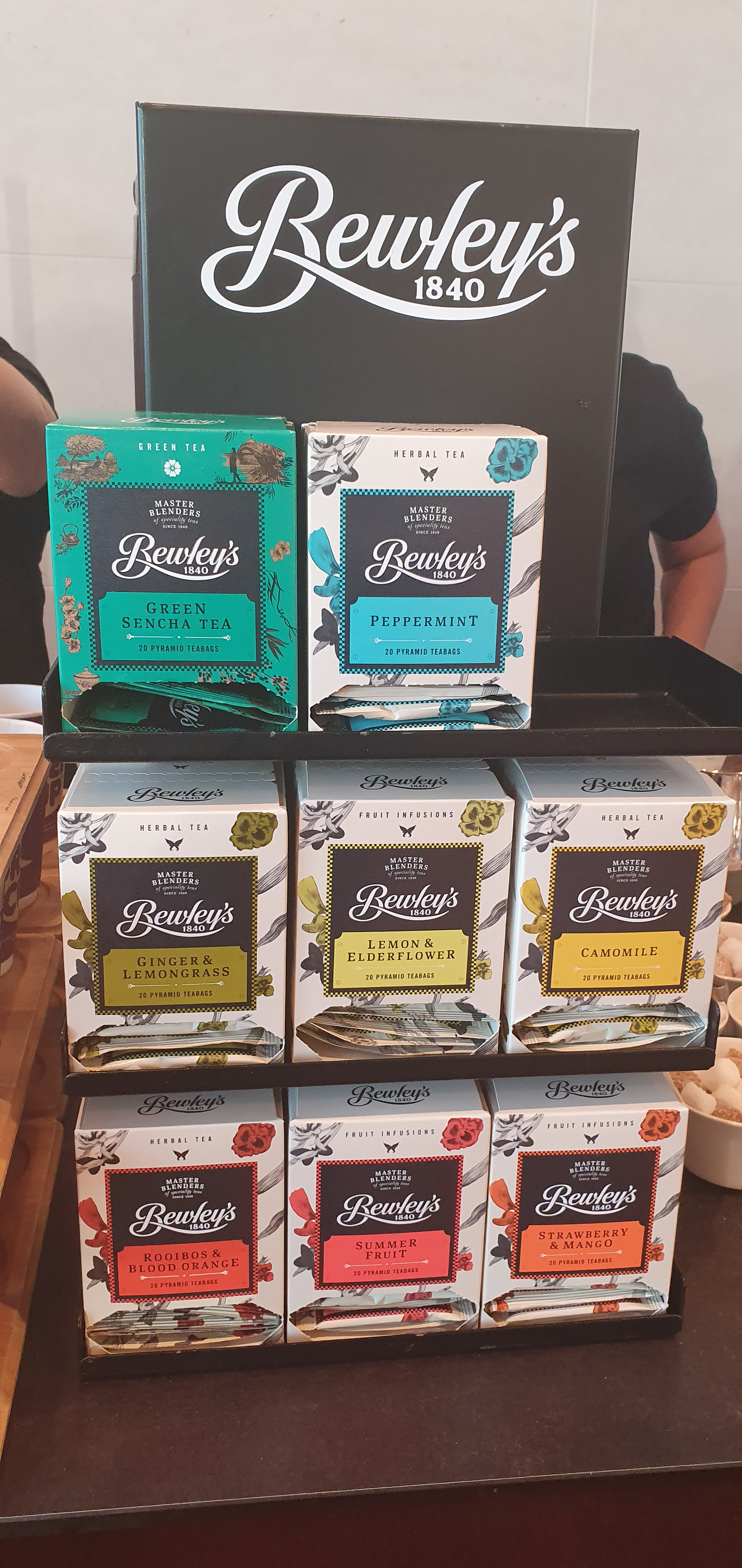
ビューリーズのティーバッグ

ビューリー家は、カンバーランドを発祥とし、17世紀にアイルランドに移住したクエーカー教徒である。1780年代には150人の従業員とともにリネンの工場を運営していた。紅茶の通商に参入し、1835年にはサミュエル・ビューリーとその息子チャールズが中華人民共和国の広東省から出荷された2099箱の紅茶を水揚げした。その後、ビューリー家はコーヒー商売へと拡大し、1894年にサウス・グレート・ジョージ通りに、1896年にはウェストモアランド通りにカフェをオープンした。グラフトン街の本店は、1927年にアーネスト・ビューリーによってオープンした。グラフトン街の建物には、かつてウェリントン公爵やロバート・エメットなどの生徒が通っていたホワイツ・アカデミーがあった。1999年には、アイルランドで20店舗以上、海外で6店舗のカフェを運営している。2018年5月、ビューリーズはリサイクル可能なカップを使用し始めた。
ジェイムズ・ジョイス、U2、ニール・ジョーダン、メアリー・ブラックなどが頻繁にビューリー・カフェへ訪れた。また、マーガレット・ミッチェル作の『風と共に去りぬ』の続編である『スカーレット』や、バーソロミュー・ギル作の『ジョイス殺人事件』にもビューリー・カフェが描かれている。
日本でもビューリーズの紅茶・ハーブティなどが販売されている。

## 支店

### ビューリーズ・グラフトン街
1927年からダブリンのグラフトン街でカフェを経営している。ダブリンのランドマークともされ、2004年11月から2005年5月までの間、改装と修復のために閉鎖されていた。2007年には、大規模な工事が大家の同意なしに行われたため、大家のイッケンデルによって賃貸契約が争われた。
2015年2月からより大規模な改装工事のために再び閉鎖された。2015年10月までに、ビューリーズは閉鎖期間を延長すると発表し、2016年半ばには再オープンの日を2016年末に押し戻していた。最終的に2017年11月には数百万ユーロの改装工事を経て再オープンした。
2020年5月、新型コロナウイルス感染症の流行が発生した際、経営陣はスタッフにグラフトン街のカフェを「今後数週間のうちに」恒久的に閉鎖すると通達し、110人の雇用を失うことになった。しかし、2020年7月下旬、段階的に再オープンすることが発表された。

### アメリカ合衆国・イギリス
1997年にマサチューセッツ州ボストンのカフェチェーン店「レベッカ・カフェ」を買収し、2000年には「ジャワ・シティ」を買収し西海岸に進出した。
ビューリーズは2011年にコーヒーのサプライヤーである「ダーリントン」を買収した後、2013年に「ボリング・コーヒー」を買収し、2015年にはイギリスのフードサービス販売会社である「ペロス」を買収しイギリス市場に参入した。

### かつて存在した支店
ビューリーズは、ダブリン市内中心部にも支店を展開していた。また、ダブリン空港の第1旅客ターミナルにも支店があった。
フランチャイズ事業者が、ナットグローブ、ザ・スクエア、タラ、オムニ・パーク、スティローガン・ショッピングセンター、旧ダンドラム・ショッピングセンター、サウス・グレート・ジョルジュ通りなど、郊外のショッピングセンターに複数の場所で運営していた。一部、ビューリーズが直接運営していた。

## ビューリーズ・ホテル
ビューリーズ・ホテルは、アイルランドとイギリスでビューリーズの商標を使用したホテルチェーンで、スラニー・フード とモラン・ホテルグループが所有していた。
ライセンス契約は、モラン・ビューリーズ・ホテルがダラタ・ホテルグループに売却されたことを受け、2015年半ばまでに終了した。